# تور انریکه ایگلسیاس و جنیفر لوپز
تور انریکه ایگلسیاس و جنیفر لوپز (انگلیسی: Enrique Iglesias & Jennifer Lopez Tour) یک تور کنسرت مشترک توسط خواننده اسپانیایی انریکه ایگلسیاس و خواننده آمریکایی جنیفر لوپز بود. این تور در ۱۴ ژوئیه ۲۰۱۲ در مونترآل آغاز شد و در ۱ سپتامبر ۲۰۱۲ در میامی به پایان رسید.